# Clube Desportivo Xico Andebol
O Clube Desportivo Xico Andebol é um clube português de andebol sediado em Guimarães. Joga no Pavilhão Desportivo Francisco de Holanda.
Foi fundado a 24 de junho de 2009, sendo o sucessor do Desportivo Francisco de Holanda.
O DFH/Clube Desportivo Xico Andebol pretende potenciar todo o prestígio acumulado nas oito décadas de existência, conferindo maior credibilidade, notoriedade de forma a enfrentar os novos desafios que se impõem. Potenciar a sua “veia” formadora de atletas e de cidadãos, continuar a contribuir diretamente para a integração dos jovens na sociedade por via do desporto, zelando por valores essenciais já identificados pelo seu compromisso público de Agenda 2030 das Nações Unidas.
O caminho da profissionalização é inevitável, pese embora os parcos recursos, sobretudo financeiros, não pode limitar a sua ação sem ambicionar um crescimento sustentável e construir uma estratégia de médio prazo de procura autonomia financeira.
O DFH/Clube Desportivo Xico Andebol é uma instituição desportiva que faz parte do património mais nobre e mais digno de Guimarães, da Região Norte e do País, por múltiplas razões, mas sobretudo porque tem contribuído, ao longo de décadas, para a formação integral de dezenas de milhares de crianças e jovens.
Prémios de Gestão
- Melhor Projeto Desportivo do ano 2021, pelo Município de Guimarães.
- Candidatura Sustentabilidade no Desporto do Clube Desportivo Xico Andebol foi vencedora por unanimidade como a  melhor prática de gestão Regional (zona norte), pela Medida de Mérito Prémios CLUBE TOP do Instituto Português do Desporto e Juventude que pretende premiar as boas práticas de gestão.
- Candidatura Sustentabilidade no Desporto do Clube desportivo Xico Andebol a vencedora com a classificação de 89% como a melhor prática de gestão Nacional, pela Medida de Mérito Prémios CLUBE TOP do Instituto Português do Desporto e Juventude que pretende premiar as boas práticas

Estrutura Organizacional

## Palmarés
- Taça de Portugal (1)
  - 2009–10

- II Divisão (2)
  - 2013–14
  - 2021-22
  - Seniores
    - 1 Taça de Portugal (2009/10)
    - 1 Taça Presidente da República (2004/05)
    - 2  títulos de Campeão Nacional de 1a Divisão (2001/02 e 2008/09)
    - 4 títulos de Campeão Nacional de 2a Divisão (1984/85, 1986/87, 2013/14 e 2020/21)
    - 3 títulos de Campeão Distrital (1969/70, 1974/75, 1975/76)   Veteranos
    - 2  títulos de Campeão Nacional  (2013/14, 2014/15)  ---- ---- Formação   Juniores
    - 1 título de Campeão Nacional de 1a Divisão (1993/94)
    - 1 título de Campeão Nacional de 2a Divisão (2001/02)
    - 11 títulos Campeão Distrital de Juniores (1964/65, 1966/67, 1974/75, 1976/77, 1977/78, 1980/81, 1983/84, 1984/85, 1987/88, 1989/90 e 1999/2000)  Juvenis
    - 2 títulos de Campeão Nacional de 1a Divisão (1998/99 e 2006/07)
    - 7 títulos de Campeão Distrital de Juvenis (1975/76, 1976/77, 1980/81, 1981/82, 1986/87, 1992/93 e 1993/94)
    - 1 titulo de campeão Regional de Juvenis (2021/22)  Iniciados
    - 4 títulos de Campeão Nacional de 1a Divisão (2005 a 2009)
    - 3 títulos de Campeão Distrital (1985/86, 1997/98 e 1998/99)
    - 1 Taça Helder Machado (2021/2022)  Infantis
    - 5 vitórias nos Encontros Nacionais de 1a Divisão (1996/97, 1997/98, 2003/04, 2005/06 e 2006/07)
    - 3 títulos de Campeão Nacional de 1a Divisão (2005/06, 2006/07 e 2010/11)
    - 5 títulos de Campeão Distrital (1976/77, 1983/84, 1995/96, 1996/97, 2003/04)
    - 2 títulos de Campeão Regional Infantis (2016/17 2017/18)

## Equipa
| EQUIPAS                   | TREINADOR E FORMAÇÃO                                  |
| Seniores Masculinos       | Pedro Correia- IV [SG1] grau Gustavo Castro – IV grau |
| Seniores Masculinos B     | Victor Tchikoulaev- IV grau                           |
| Seniores Femininos        | José Sampaio- III grau                                |
| Juvenis Sub-18            | Bruno Lemos- II Grau                                  |
| Juvenis Femininos Sub-17  | Hugo Lourenço- I Grau                                 |
| Iniciados A Sub-16        | Eduardo Rodrigues- III Grau                           |
| Iniciados B Sub-16        | Cláudio Mota – I Grau                                 |
| Iniciados Sub-15 Feminino | Ricardo Conceição – II Grau                           |
| Infantis Sub-14           | Hugo Lourenço- I Grau                                 |
| Infantis Sub-13 Feminino  | Sara Guimarães- I Grau                                |
| Bâmbis Sub-10             | Pedro Fernandes- IV Grau                              |
| Minis Sub-12              | Carlos Oliveira – I Grau                              |
| Manitas Sub-8             | Pedro Fernandes- IV Grau                              |
| Manitas Sub-7             | Pedro Fernandes- IV Grau                              |